# Тина (Ирландия)
Тина (Тинах; англ. Tynagh [tina]; ирл. Tíne) — деревня в Ирландии, находится в графстве Голуэй (провинция Коннахт).
Население — 842 человека (по переписи 2002 года).